# Salon de l'automobile de São Paulo
 (mai 2022).
Le Salon de l'automobile de São Paulo est un salon organisé tous les deux ans dans la ville de São Paulo, au Brésil, dans le but de montrer les nouveautés de l'industrie automobile. Il a eu lieu de 1960 à 1969 au Parque do Ibirapuera et à partir de 1970 , il a lieu au Parque Anhembi. L'événement est considéré comme le plus grand et plus important salon automobile d'Amérique Latine. Il attire à chaque édition environ 600.000 visiteurs.

## Histoire
L'histoire du Salon de l'Automobile São Paulo se confond avec celle des débuts de l' Industrie Automobile au Brésil. L'esprit d'entreprise de Caio de Alcântara Machado a immédiatement perçu - quatre ans seulement après l'implantation de cette industrie dans le pays - que la voiture était devenue une réalité irréversible pour les brésiliens. Imaginé en 1959, il est devenu réalité pour la première fois en 1960 et a duré 16 jours, grâce à son organisateur, la société "Alcântara Machado Feiras e Promociones" et son parrain l' ANFAVEA - l'Asociation Nacional de FAbricantes de VEhículos  Automotores. 

## Les premières éditions

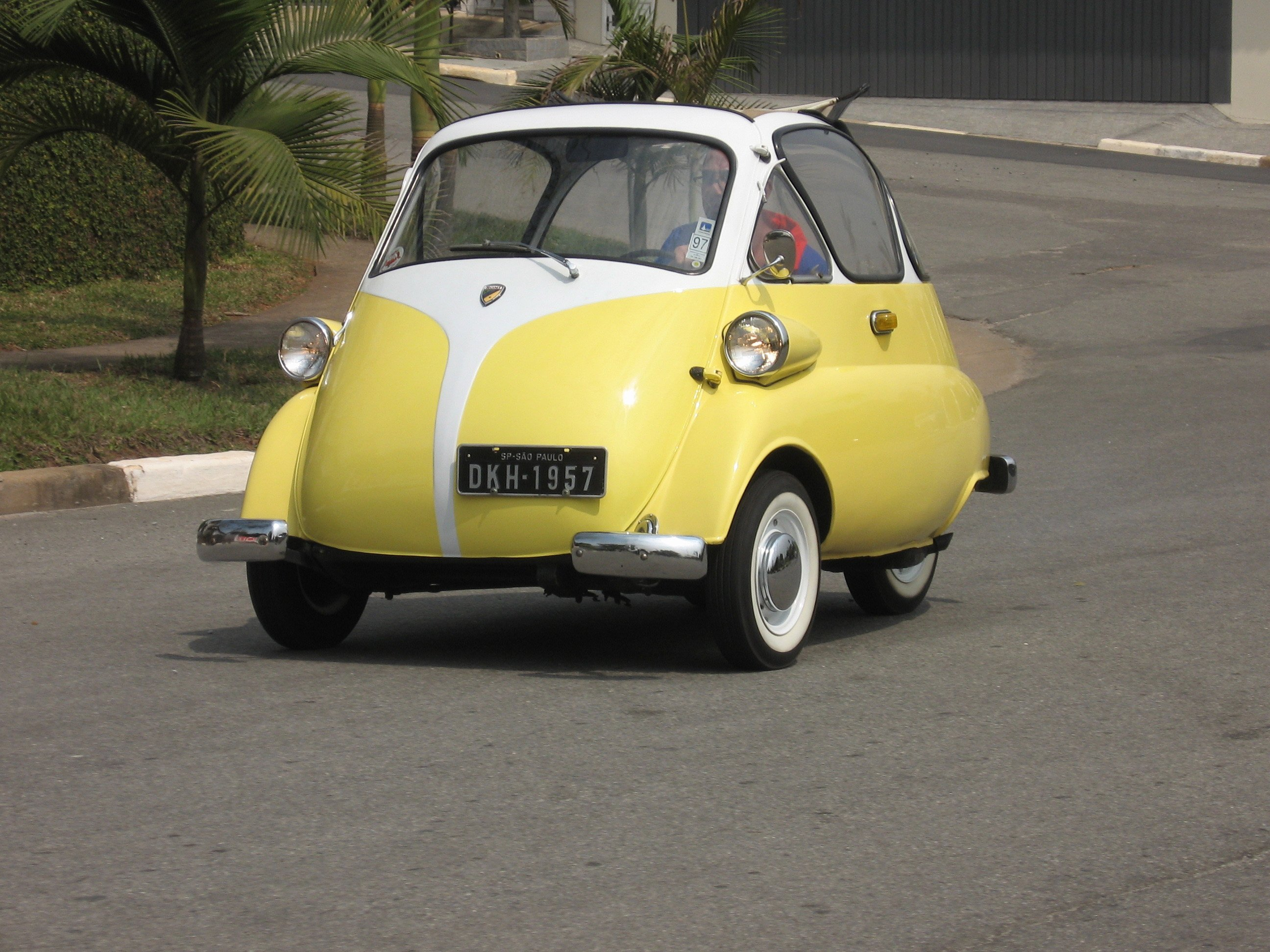
ROMI Isetta (1957)

La première édition s'est tenue en 1960 au Parc d'Ibirapuera où étaient exposés les modèles stars du moment : VW Fusca, Renault Dauphine, Simca Chambord, Willys Aero, FNM 2000 JK et la petite puce Romi Isetta. Première voiture particulière produite au Brésil, la Romi-Isetta n'avait qu'une seule porte d'accès située sur la face avant. À cette époque, il y avait 12 sociétés de construction automobile au Brésil, fabricants et assembleurs.
La deuxième édition s'est tenue en novembre/décembre 1961 et incluait le machinisme agricole (tracteurs). La nouveauté était la première voiture de sport brésilienne de série, la Willys Interlagos, et un véhicule tout terrain de conception entièrement brésilienne, la Willys Centaurus. Vemag a présenté sa berline Belcar et le véhicule utilitaire Candango, et Volkswagen une Coccinelle transformée en taxi.
La troisième édition du Salon s'est tenue en novembre/décembre 1962. À cette occasion, les autorités ont pu affirmer que tous les véhicules produits au Brésil comportaient une part locale d'au moins 97%. Les nouveautés présentées étaient la Willys Aero 2600, la fourgonnette Simca Jangada, les voitures de sport Karmann Ghia et DKW-Vemag Fissore. Toyota a présenté son 4x4 Bandeirante et Mercedes, son premier autobus touristique.
La quatrième édition du Salon s'est tenue en novembre/décembre 1964. Elle a été marquée par la fabrication du millionième véhicule au Brésil et le début de la tenue biennale du salon. L'industrie commençait à intégrer les progrès de la technologie avec les boîtes de vitesses à 4 rapports synchronisés de l'Aero Willys 2600, le mélange automatique d'huile et d'essence dans les moteurs à deux temps des DKW-Vemag et la suspension pneumatique des autobus de ligne FNM-Alfa Romeo. La Carroceria Brasinca a présenté son coupé GT-4200 Uirapuru étudié en soufflerie et GM a exposé son nouveau concept utilitaire, le fourgon Veraneio.
La sixième édition du Salon s'est tenue en novembre/décembre 1968. Plusieurs nouveaux modèles d'un secteur de marché jusqu'alors ignoré : l'automobile moyenne. Ford qui avait intégré Willys, lance la Steed, Volkswagen la berline 1600 TL, et General Motors présente sa première voiture sur le marché brésilien, la Chevrolet Opala. Parmi les voitures de luxe, on peut citer la Ford Galaxie LTD avec transmissions automatiques. On note également la première Alfa Romeo brésilienne (après avoir racheté la totalité de FNM-Alfa Romeo) avec la gamme FNM 2000 et Chrysler (qui avait racheté Simca en France et Simca do Brasil à Fiat), lance la Simca Esplanade GTX et la Dodge Dart. Parmi les modèles spéciaux, on distingue la Puma GT 1500, très inspirée de la Lamborghini Miura, qui abandonne la base DKW (plateforme et moteur) au profit d'une Karman Ghia.

### Le transfert au Parque Anhembi
La septième édition du Salon s'est tenue en novembre/décembre 1970 mais a été transférée au Parque Anhembi, le premier centre d'expositions construit à São Paulo pour accueillir des foires et salons. Parmi les voitures présentées cette année là, on note la Ford Landau, la Chevrolet Opala SS, les Dodge Cherger & Charger RT, la VW Variant et la Karmann Ghia TC. Parmi les véhicules spéciaux, on note la première voiture électrique brésilienne, fabriquée par Icovel, un triporteur pour terrains de golf.
Le 20ème anniversaire de l'industrie automobile brésilienne a été fêté lors de la 10ème édition du Salon de São Paulo, en novembre 1976, salon qui avait pour thème deux aspects importants en pleine crise pétrolière : les exportations et les transports collectifs. Le salon bénéficie d'un nouveau sponsor, Sindipeças, le Syndicat national de l'industrie des composants automobiles. Le Salon est renommé pour l'occasion "Salon de l'automobile et des pièces automobiles". La star du Salon cette année là est Fiat Automoveïs, la filiale du géant italien récemment installé à Betim, qui présente la voiture qui va révolutionner le marché brésilien, la Fiat 147. Cette voiture a dominé tout le salon, servant à montrer la participation des fabricants nationaux de composants dans toutes les spécialités : pneus, peinture, jantes, moquettes, équipements, etc.. Les autres constructeurs n'ont pas présenté de nouveautés sauf Alfa Romeo qui a lancé son modèle haut de gamme Alfa Romeo 2300 pour remplacer les anciennes versions FNM - Alfa Romeo 2000.
La 11ème édition du Salon de l'Automobile et de l'équipement automobile s'est tenue en novembre 1978 et a célébré le cap des deux millions de véhicules fabriqués au Brésil. Le Salon a enregistré un record de 980 000 visiteurs et une présence massive des équipementiers automobiles (17 % de la surface occupée, 37 % des entreprises exposantes) - ce qui lui nécessité une totale réorganisation de l'exposition.
En 1983, déterminés à soutenir les efforts du gouvernement brésilien pour mettre en œuvre l'utilisation de l'alcool automobile et promouvoir la vente de véhicules, Copersucar et Abrave (Association brésilienne des revendeurs de véhicules automobiles) ont parrainé une édition spéciale du salon (12e B), appelée l'Alcool Salon de l'Auto en novembre 1983, avec la particularité unique et spécifique de faire remplacer les grands constructeurs automobiles par leurs distributeurs agréés pour vendre directement au public des automobiles dans l'espace d'exposition. La première voiture à fonctionner à l'alcool de canne fut la Fiat 147 commercialisée dès 1976.

## Chronologie[1]
- 1960 : le 25 novembre 1960, Caio de Alcântara Machado organise le premier Salon de l'automobile de São Paulo, qui va mettre en valeur les 11 entreprises de fabrication qui composent l'industrie automobile brésilienne,
- 1961 : le 2ème Salon de l'Auto permet d'exposer les voitures Willys Interlagos (première voiture de sport du pays), la Simca Chambord et la Volkswagen 1200, des tracteurs, des autobus et des camions,
- 1962 : lors de l'inauguration de la 3ème édition du Salon, il est annoncé qu'il devient biennal. Les nouveautés présentées sont la voitures DKW Fissore et Karmann-Ghia, les SUV Chevrolet Amazona et Toyota Bandeirante ainsi que le camion Scania-Vabis L-75,
- 1964 : la 4ème édition du Salon se tient sous le gouvernement militaire de l'époque. Les nouveautés présentées étaient le prototype sportif Capeta et l'Aero, deux réalisations de Willys-Overland et la Brasinca 4200 GT,
- 1970 : la 7ème édition du Salon se tient dans un tout nouveau palais des expositions, le Parque Anhembi, un pavillon aux proportions gigantesques (62 000 m² - à peine moins que celui de Paris avec ses 80.000 m²) accueille la 7ème édition du Salon de São Paulo. C'était l'époque du miracle économique et les majors Chrysler, Volkswagen et Ford avaient respectivement racheté Simca, DKW et Willys. Les nouveautés présentées sont la Dodge Charger V8, l'Alfa Romeo-FNM 2150, les Ford Corcel GT et Galaxie, la Karmann-Ghia TC et les Volkswagen 1600 berline TL et le break Variant,
- 1974 : le président Ernesto Geisel inaugure officiellement la 9ème édition du Salon le 22 novembre, marqué par la simplicité. Les seules nouveautés sont les Volkswagen Passat à quatre portes, la Fuscão 1600, la Caravan et la Mercedes ESF-22,
- 1976 : les 20 ans de l'industrie automobile brésilienne marquent l'arrivée du géant italien Fiat qui présente la révolutionnaire Fiat 147. Le marché va rapidement être dominé par les « quatre grands » : Ford, General Motors, Volkswagen et le nouveau venu Fiat,
- 1978 : 11ème édition du Salon de l'Automobile. C'est l'occasion de fêter le cap des huit millions de véhicules produits au Brésil. Chevrolet présente la Chevette à quatre portes, Alfa Romeo une version sophistiquée de la 2300, Santa Matilde la SM 4.1 et Mercedes Benz présente l'autobus O-364,
- 1980 : une série de salons sans nouveautés de poids se succèdent en raison de la crise économique qui sévit au Brésil. Le public doit se contenter de quelques modèles hors série, motos, hors-bords et voiliers,
- 1986 : le "Plan Cruzado" dicte les règles de cette édition. L'industrie automobile nationale décide alors de ne pas y participer. Caio de Alcántara Machado va chercher des constructeurs étrangers qui acceptent d'exposer 59 voitures,
- 1990 : 16ème édition du Salon de l'Auto. Avec l'ouverture du marché, certains modèles importés sont exposés, comme la Ferrari F-40, la Toyota Crown, l'Alfa Romeo 164, la Thunderbird et la fourgonnette Ford Aerostar. Parmi les modèles nationaux les nouveaux modèles Chevrolet Monza, Volkswagen Gol, Parati, Saveiro et Voyage sont présentés. Scania présente ses nouveaux autobus urbains,
- 1992 : après la loi promulguant la libéralisation de l'importation des voitures, votée en 1990, plusieurs constructeurs étrangers occupent des stands pour présenter leurs modèles dont : Audi, Jaguar, BMW, Mercedes-Benz et bien d'autres. Parmi les constructeurs nationaux, Fiat présente la Tempra et Ford l'Escort,
- 1994 : la grande nouveauté du 18ème Salon de l'Automobile est la confirmation du Mercosur comme l'un des grands marchés mondiaux pour l'industrie automobile. Les voitures populaires, équipées d'un moteur de mille cm3, moins chères, introduites dans le pays en 1993, représentent déjà le plus gros volume de production des constructeurs automobiles. Les modèles Fiat Uno Mille, la Volkswagen Gol 1.0, la Ford Fiesta 1.0 et la Subaru Vivio,  sont des nouveautés qui bénéficient de la baisse du taux de la taxe IPI réduit de 40% à 20%,
- 1996 : les constructeurs coréens Kia et Asia Motors exposent pour la première fois et entendent investir le marché brésilien. Chevrolet présente la Corsa Wagon à quatre portes, Fiat la Palio Weekend et Ford la Ka.
- 1998 : au milieu de l'une des plus grandes crises de son histoire, l'industrie automobile brésilienne organise la 20e édition du Salon de l'automobile. Maserati présente les coupés et cabriolet 3200 GT et l'Audi la TT. Volkswagen présente la nouvelle Coccinelle, Mercedes la Classe A et Peugeot la 206, BMW la 328 et Alfa Romeo la 166. Fiat lance la Bravo et la Marea SX. Toyota présente la Corolla maintenant produite au Brésil et Chevrolet l'Astra,
- 2000 : le Salon fête ses 40 ans. Le parc de véhicules en circulation est passé de 700.000 en 1960 à 20 millions. Peugeot, qui souhaite s'implanter au Brésil, présente la 206, Ford présente la Focus, Volkswagen do Brasil la Bora et Fiat la nouvelle famille Palio/Siena/Strada. Kia présente la fourgonnette Besta.
- 2004 : la 23ème édition montre une industrie automobile brésilienne consolidée. Les clients ont repris confiance et les ventes atteignent des sommets grâce à une stabilité économique retrouvée,
- 2006 : cette édition du Salon a permis d'admirer de nombreux prototypes et concept-cars. Les premiers véhicules chinois sont exposés comme la marque Chana. Le nombre de visiteurs est remonté à 600.000,
- 2008 : le plus grand salon brésilien de l'histoire, le 6ème plus grand au monde. Un nombre important de prototypes et concept-cars sont présentés.
- 2010 : la 26ème édition s'est tenue du 25 octobre au 7 novembre 2010. Le pick-up Chevrolet Montana est présenté ainsi que plusieurs concept-cars : les Fiat Uno Cabrio concept[2] et Fiat Mio concept, Rossin-Bertin Vorax et Volkswagen RockeT concept.
- 2012 : la 27ème édition s'est tenue du 24 octobre au 4 novembre 2012. Plusieurs nouveaux modèles sont présentés : Bugatti Veyron Grand Sport Vitesse Rafale, Chery Riich M1 REEV, Chevrolet Onix, Fiat Grand Siena, Fiat Linea II, Fiat Palio Sporting II, Fiat Uno Firefly Sporting, Honda Fit Twist, Hyundai HB20, Hyundai HB20X, Mahindra Quanto, Mercedes-Benz SLS 63 AMG GT3 "45th Anniversary", Mitsubishi Lancer Evolution X Carbon Series, Nissan Frontier "10 Anos", Leaf Taxi, Nissan March  Rio, Nissan Sentra B16 "Special Edition", Peugeot Hoggar Quiksilver, Renault Novo Clio[3], Renault Fluence GT, Renault Sandero GT, Suzuki Jimny 4 Sport, Toyota Etios, Toyota Prius GS, Troller T4, Volvo V60 Racing, Volkswagen CrossFox II, Volkswagen Saveiro Cross II, Volkswagen Space Cross, Volkswagen Gol 3 portes. Les concept-cars suivants ont été exposés : Fiat Bravo Xtreme Concept, Ford Evos Yellow Concept, Nissan Extrem Concept, Renault DCross Concept, Toyota iiMo Concept, Toyota TS030 Hybrid, Troller R-X Concept et Volkswagen Taigun Concept.

- 2014 : la 28ème édition s'est tenue du 16 au 26 octobre 2014. Nissan y dévoile le Kicks concept et la nouvelle March, nom brésilien de la Micra. Renault dévoile le show car Duster Oroch, une étude de style préfigurant un pick-up de loisir. Citroën présente plusieurs show cars développés par l’équipe de style locale : C3 Aircross Lunar, C4 Lounge Sport White et C3 Parisian Vintage, le concept Cactus, le C4 Picasso et la C4 Lounge THP Flex. Fiat présente un prototype, le FCC4 pour Fiat Concept Car 4, un SUV coupé 4 portes[4].

- 2016 : la 29ème édition s'est tenue du 10 au 20 novembre 2016 et rend hommage à la mémoire d'Ayrton Senna. Les SUV sont nombreux. Volkswagen présente le T-Cross Breeze concept, Hyundai le Creta STC, Peugeot le nouveau 3008, Renault le Captur, le Koléos, le Kwid et le Duster 4x4 Extrem. Fiat Automoveïs présente le gros pick-up Toro 4 portes et Land Rover le nouveau Discovery. Toyota a ramené le C-HR et Volkswagen lance l'Amarok, le Tuguan GTE. Jeep dévoile le nouveau Compass, Suzuki le S-Cross restylé et Ford le Troler, une étude de style. Pour les véhicules du quotidien, Fiat expose la 124 Spyder, Renault la Fluence.

- 2018 : la 30ème édition s'est tenue du 8 au 18 novembre 2018. Peugeot, Citroën, Jaguar, Land Rover, Volvo et JAC n’ont pas participé à cette édition 2018. Fiat qui règne en maître sur le marché brésilien depuis plus de 15 ans, présente le concept Fastback, un coupé SUV, et un show car sur la base de l'Argo, citadine baptisée Sting. Volkswagen présente le Tarok concept, un petit pick-up dérivé du T-Cross. Le Salon de São Paulo 2018 a accueilli 740.000 visiteurs et plus de 4.000 journalistes.

- 2020 : la 31ème édition s'est tenue du 12 au 22 novembre 2020. Chevrolet, la marque qui représente le groupe General Motors au Brésil, a annoncé qu’elle ne participerait pas au Salon automobile de São Paulo 2020 et fait suite au renoncements de Peugeot, Citroën, Jaguar, Land Rover, Volvo et JAC, déjà absents en 2018, Toyota et Lexus, BMW et Mini.